# Sol skin
|  | Denne artikel er oprettet af botten PalnaBot ud fra en ekstern database. Den kan derfor have sproglige fejl eller mangler. Denne skabelon kan fjernes efter kontrol af indholdet. |

Sol skin er en ungdomsfilm fra 2009 instrueret af Alice de Champfleury efter manuskript af Anton Carey Bidstrup.

## Handling
Det er sommer, og Nadja på 13 år fordriver tiden alene med at spise is og ligge på stranden, hvor hun fascineres af en lille idyllisk familie, som hun følger efter og begynder at udspionere. På sin vej møder hun drengen Eskild, som selv strejfer ensomt rundt på sin cykel. Han tiltrækkes af hende. Nadja indvier og inddrager Eskild i sit voyeur-projekt, som gradvist eskalerer, og som får fatale konsekvenser, da Nadja en dag fortæller Eskild, at manden i familien er hendes far.